# 天主教萊昂總教區
天主教萊昂總教區（拉丁語：Archidioecesis Legionensis）是墨西哥一個羅馬天主教總教區，下轄三個教區。1863年1月26日成立，2006年11月25日升為總教區。
教區包括瓜納華托州九市。2004年有教友3,416,000人，佔轄區總人口90.0%。教區下轄九十八個堂區，有388名司鐸。現任教區主教為阿方索·柯帝斯·孔特雷拉斯。